# Ivajlo Čočev
Ivajlo Ljudmilov Čočev (in cirillico: Ивайло Людмилов Чочев; trasl. angl.: Ivaylo Lyudmilov Chochev; Pleven, 18 febbraio 1993) è un calciatore bulgaro, centrocampista del Ludogorec e della nazionale bulgara.

## Caratteristiche tecniche
È un jolly di centrocampo, che può giocare in posizione centrale, da mediano o da trequartista. Nel campionato bulgaro ha giocato nella linea a tre dietro l'attaccante nel modulo 4-2-3-1. Di piede sinistro, trova sovente la soluzione diretta verso la porta ed è abile a fornire precisi assist e saltare l'avversario. Propone spesso la “scivolata” diretta verso la palla, dove spesso ha la meglio sugli avversari. Molti dei suoi gol derivano infatti dagli inserimenti offensivi che colma depositando la palla, verso la miglior soluzione, con appunto la scivolata. Dal punto di vista fisico è di corporatura robusta, il che gli consente di vincere i contrasti a centrocampo o smarcarsi per calciare in porta.

## Carriera

### Club

#### Gli inizi,  CSKA Sofia
Ha cominciato a giocare nel Čavdar Etropole, raccogliendo 27 presenze nella stagione del debutto (2010-2011), 21 in quella successiva e 13 nella prima parte della stagione 2012-2013.
Nel dicembre del 2012 si è trasferito al CSKA Sofia, con l'accordo di versare il 30% di una futura cessione alla prima squadra del calciatore. Il suo cartellino era diviso in percentuali tra la società del CSKA Sofia e un impresario. Chiude l'annata 2012-2013 con ulteriori 10 presenze in campionato e 2 in Coppa di Bulgaria. Nella stagione 2013-2014 gioca 25 partite nella stagione regolare e 10 nella poule scudetto, con 7 gol complessivi, più 3 partite nella coppa nazionale.

#### Palermo
L'11 luglio 2014 si trasferisce alla società italiana del Palermo per 2 milioni di euro, firmando un contratto triennale; è il primo calciatore bulgaro nella storia del club siciliano. Esordisce in maglia rosanero e nel campionato italiano il 5 ottobre seguente, nella sconfitta per 0-3 sul campo dell'Empoli nella sesta giornata, subentrando a Franco Vázquez al 72'. Il 12 aprile 2015 segna il suo primo gol in massima serie nella vittoria per 3-1 contro l'Udinese nella 30ª giornata di campionato. La settimana successiva realizza invece una doppietta nell'incontro vinto per 2-1 contro il Genoa allo Stadio Renzo Barbera. Termina la stagione con 18 presenze e 3 reti (record personale di marcature in Serie A) e il 22 giugno seguente rinnova il proprio contratto con il Palermo, fino al 30 giugno 2020, con cui contribuisce, nell'annata successiva, alla salvezza dei rosanero. Debutta in Coppa Italia contro il Bari segnando la rete del definitivo 1-0 al 122º minuto dei tempi supplementari. Torna al gol in campionato il 17 ottobre 2016, dunque dopo più di un anno di assenza, segnando la rete del momentaneo vantaggio per 1-0 contro il Torino, nella millesima partita giocata in Serie A dal Palermo, poi terminata 1-4 per i granata. 
Si ripete in altre due partite consecutive riuscendo ad eguagliare il record personale di marcature stabilito nella stagione 2014-2015, malgrado la retrocessione finale: la seconda rete segnata è stata nel match in casa perso contro l'Atalanta (1-3) il 12 febbraio e la terza è avvenuta nella giornata successiva (cinque giorni più tardi), nella sconfitta in trasferta per 4-1 contro la Juventus, da un assist di Alessandro Diamanti (seppur la partita persa, permette alla sua squadra di realizzare la prima rete ai bianconeri all'Allianz Stadium e, oltre a ciò, i rosanero ritrovano il gol con i piemontesi che mancava dal 2011).
Il 26 agosto 2017 debutta nel campionato cadetto nel successo casalingo sullo Spezia per 2-0. Il successivo 3 novembre segna anche il suo primo in serie B nella trasferta di Pescara, conclusa sul 2-2. Chiude l'annata in Serie B con 29 presenze e 5 gol realizzati, senza però ottenere il ritorno in Serie A del club. La stagione 2018-2019 si rivela più tormentata per il bulgaro, che, dopo aver saltato i primi mesi di campionato gioca con continuità solo da fine anno. Il 22 marzo 2019, mentre è in campo con la sua nazionale contro il Montenegro, è costretto ad uscire per infortunio, riportando la frattura della rotula con conseguente intervento, costringendolo così a chiudere anzitempo la stagione, con 12 presenze ed una sola rete.

#### Pescara e CSKA 1948
Rimasto svincolato dopo il fallimento della squadra siciliana, il 18 luglio 2019 si lega al Pescara.
Dopo una stagione da relegato in panchina, il 15 agosto ritorna in Bulgaria al CSKA 1948 Sofia.

### Nazionale
Ha debuttato con la maglia della nazionale Under-21 bulgara durante le qualificazioni al campionato europeo di categoria nel 2013.
È stato convocato dalla nazionale maggiore per l'amichevole del 23 maggio 2014 pareggiata per 1-1 contro il Canada, tuttavia senza mai scendere in campo. Il debutto ufficiale avviene l'8 giugno 2015 dove gioca da titolare nell'amichevole disputata contro la Turchia. La sua prima rete con la maglia della nazionale, avviene il 3 giugno 2016 nella sconfitta per 7-2 in amichevole contro il Giappone.

## Statistiche

### Presenze e reti nei club
Statistiche aggiornate al 18 febbraio 2025.
| Stagione               | Squadra                | Campionato             | Campionato | Campionato | Coppe nazionali | Coppe nazionali | Coppe nazionali | Coppe continentali | Coppe continentali | Coppe continentali | Altre coppe | Altre coppe | Altre coppe | Totale | Totale |
| Stagione               | Squadra                | Comp                   | Pres       | Reti       | Comp            | Pres            | Reti            | Comp               | Pres               | Reti               | Comp        | Pres        | Reti        | Pres   | Reti   |
| ---------------------- | ---------------------- | ---------------------- | ---------- | ---------- | --------------- | --------------- | --------------- | ------------------ | ------------------ | ------------------ | ----------- | ----------- | ----------- | ------ | ------ |
| 2010-2011              | Čavdar Etropole        | B-PFG                  | 27         | 3          | -               | -               | -               | -                  | -                  | -                  | -           | -           | -           | 27     | 3      |
| 2011-2012              | Čavdar Etropole        | B-PFG                  | 21         | 6          | -               | -               | -               | -                  | -                  | -                  | -           | -           | -           | 21     | 6      |
| ago.-dic. 2012         | Čavdar Etropole        | B-PFG                  | 13         | 8          | CB              | 1               | 0               | -                  | -                  | -                  | -           | -           | -           | 14     | 8      |
| Totale Čavdar Etropole | Totale Čavdar Etropole | Totale Čavdar Etropole | 61         | 17         |                 | 1               | 0               |                    | -                  | -                  |             | -           | -           | 62     | 17     |
| dic. 2012-2013         | CSKA Sofia             | A-PFG                  | 10         | 0          | CB              | 2               | 0               | -                  | -                  | -                  | -           | -           | -           | 12     | 0      |
| 2013-2014              | CSKA Sofia             | A-PFG                  | 25+10      | 6+1        | CB              | 3               | 1               | -                  | -                  | -                  | -           | -           | -           | 38     | 8      |
| Totale CSKA Sofia      | Totale CSKA Sofia      | Totale CSKA Sofia      | 35+10      | 6+1        |                 | 5               | 1               |                    | -                  | -                  |             | -           | -           | 50     | 8      |
| 2014-2015              | Palermo                | A                      | 18         | 3          | CI              | 0               | 0               | -                  | -                  | -                  | -           | -           | -           | 18     | 3      |
| 2015-2016              | Palermo                | A                      | 27         | 0          | CI              | 1               | 0               | -                  | -                  | -                  | -           | -           | -           | 28     | 0      |
| 2016-2017              | Palermo                | A                      | 30         | 3          | CI              | 1               | 1               | -                  | -                  | -                  | -           | -           | -           | 31     | 4      |
| 2017-2018              | Palermo                | B                      | 29         | 5          | CI              | 2               | 0               | -                  | -                  | -                  | -           | -           | -           | 31     | 5      |
| 2018-2019              | Palermo                | B                      | 12         | 1          | CI              | 0               | 0               | -                  | -                  | -                  | -           | -           | -           | 12     | 1      |
| Totale Palermo         | Totale Palermo         | Totale Palermo         | 116        | 12         |                 | 4               | 1               |                    | -                  | -                  |             | -           | -           | 120    | 13     |
| 2019-2020              | Pescara                | B                      | 0          | 0          | CI              | 0               | 0               | -                  | -                  | -                  | -           | -           | -           | 0      | 0      |
| 2020-2021              | CSKA 1948 Sofia        | PFL                    | 13+3       | 1+2        | CB              | 2               | 1               | -                  | -                  | -                  | -           | -           | -           | 18     | 4      |
| 2021-2022              | CSKA 1948 Sofia        | PFL                    | 24+6       | 8+5        | CB              | 1               | 0               | -                  | -                  | -                  | -           | -           | -           | 31     | 13     |
| 2022-2023              | CSKA 1948 Sofia        | PFL                    | 26+5       | 19+2       | CB              | 5               | 3               | -                  | -                  | -                  | -           | -           | -           | 36     | 24     |
| 2023-gen. 2024         | CSKA 1948 Sofia        | PFL                    | 17         | 6          | CB              | 1               | 1               | -                  | -                  | -                  | SB          | 1           | 0           | 19     | 6      |
| Totale CSKA 1948 Sofia | Totale CSKA 1948 Sofia | Totale CSKA 1948 Sofia | 80+14      | 34+9       |                 | 9               | 5               |                    | -                  | -                  |             | 1           | 0           | 104    | 47     |
| gen.-giu. 2024         | Ludogorec              | PFL                    | 9+5        | 1          | CB              | 2               | 1               | UECL               | -                  | -                  | SB          | -           | -           | 16     | 2      |
| 2024-2025              | Ludogorec              | PFL                    | 20         | 4          | CB              | 1               | 1               | UCL+UEL            | 6+8                | 0+1                | SB          | 1           | 1           | 36     | 7      |
| Totale Ludogorets      | Totale Ludogorets      | Totale Ludogorets      | 29+5       | 5          |                 | 3               | 2               |                    | 14                 | 1                  |             | 1           | 1           | 52     | 9      |
| Totale carriera        | Totale carriera        | Totale carriera        | 349        | 84         |                 | 22              | 9               |                    | 14                 | 1                  |             | 2           | 1           | 387    | 94     |

### Cronologia presenze e reti in nazionale
| Cronologia completa delle presenze e delle reti in nazionale ― Bulgaria | Cronologia completa delle presenze e delle reti in nazionale ― Bulgaria | Cronologia completa delle presenze e delle reti in nazionale ― Bulgaria | Cronologia completa delle presenze e delle reti in nazionale ― Bulgaria | Cronologia completa delle presenze e delle reti in nazionale ― Bulgaria | Cronologia completa delle presenze e delle reti in nazionale ― Bulgaria | Cronologia completa delle presenze e delle reti in nazionale ― Bulgaria | Cronologia completa delle presenze e delle reti in nazionale ― Bulgaria |
| Data                                                                    | Città                                                                   | In casa                                                                 | Risultato                                                               | Ospiti                                                                  | Competizione                                                            | Reti                                                                    | Note                                                                    |
| ----------------------------------------------------------------------- | ----------------------------------------------------------------------- | ----------------------------------------------------------------------- | ----------------------------------------------------------------------- | ----------------------------------------------------------------------- | ----------------------------------------------------------------------- | ----------------------------------------------------------------------- | ----------------------------------------------------------------------- |
| 8-6-2015                                                                | Istanbul                                                                | Turchia                                                                 | 4 – 0                                                                   | Bulgaria                                                                | Amichevole                                                              | -                                                                       |                                                                         |
| 12-6-2015                                                               | Ta' Qali                                                                | Malta                                                                   | 0 – 1                                                                   | Bulgaria                                                                | Qual. Euro 2016                                                         | -                                                                       |                                                                         |
| 3-9-2015                                                                | Sofia                                                                   | Bulgaria                                                                | 0 – 1                                                                   | Norvegia                                                                | Qual. Euro 2016                                                         | -                                                                       |                                                                         |
| 6-9-2015                                                                | Palermo                                                                 | Italia                                                                  | 1 – 0                                                                   | Bulgaria                                                                | Qual. Euro 2016                                                         | -                                                                       |                                                                         |
| 25-3-2016                                                               | Leiria                                                                  | Portogallo                                                              | 0 – 1                                                                   | Bulgaria                                                                | Amichevole                                                              | -                                                                       |                                                                         |
| 29-3-2016                                                               | Skopje                                                                  | Macedonia                                                               | 0 – 2                                                                   | Bulgaria                                                                | Amichevole                                                              | -                                                                       |                                                                         |
| 3-6-2016                                                                | Toyota                                                                  | Giappone                                                                | 7 – 2                                                                   | Bulgaria                                                                | Kirin Cup                                                               | 1                                                                       |                                                                         |
| 7-6-2016                                                                | Suita                                                                   | Danimarca                                                               | 4 – 0                                                                   | Bulgaria                                                                | Kirin Cup                                                               | -                                                                       |                                                                         |
| 6-9-2016                                                                | Sofia                                                                   | Bulgaria                                                                | 4 – 3                                                                   | Lussemburgo                                                             | Qual. Mondiali 2018                                                     | -                                                                       |                                                                         |
| 10-10-2016                                                              | Solna                                                                   | Svezia                                                                  | 3 – 0                                                                   | Bulgaria                                                                | Qual. Mondiali 2018                                                     | -                                                                       |                                                                         |
| 13-11-2016                                                              | Sofia                                                                   | Bulgaria                                                                | 1 – 0                                                                   | Bielorussia                                                             | Qual. Mondiali 2018                                                     | -                                                                       |                                                                         |
| 9-6-2017                                                                | Barysaŭ                                                                 | Bielorussia                                                             | 2 – 1                                                                   | Bulgaria                                                                | Qual. Mondiali 2018                                                     | -                                                                       | 64’                                                                     |
| 31-8-2017                                                               | Sofia                                                                   | Bulgaria                                                                | 3 – 2                                                                   | Svezia                                                                  | Qual. Mondiali 2018                                                     | 1                                                                       | 90+1’                                                                   |
| 3-9-2017                                                                | Amsterdam                                                               | Paesi Bassi                                                             | 3 – 1                                                                   | Bulgaria                                                                | Qual. Mondiali 2018                                                     | -                                                                       | 78’                                                                     |
| 10-10-2017                                                              | Lussemburgo                                                             | Lussemburgo                                                             | 1 – 1                                                                   | Bulgaria                                                                | Qual. Mondiali 2018                                                     | 1                                                                       |                                                                         |
| 23-3-2018                                                               | Sofia                                                                   | Bulgaria                                                                | 0 – 1                                                                   | Bosnia ed Erzegovina                                                    | Amichevole                                                              | -                                                                       | 76’                                                                     |
| 26-3-2018                                                               | Felcsút                                                                 | Bulgaria                                                                | 2 – 1                                                                   | Kazakistan                                                              | Amichevole                                                              | -                                                                       | 68’                                                                     |
| 22-3-2019                                                               | Sofia                                                                   | Bulgaria                                                                | 1 – 1                                                                   | Montenegro                                                              | Qual. Euro 2020                                                         | -                                                                       | 69’                                                                     |
| 25-3-2021                                                               | Sofia                                                                   | Bulgaria                                                                | 1 – 3                                                                   | Svizzera                                                                | Qual. Mondiali 2022                                                     | -                                                                       | 71’                                                                     |
| 28-3-2021                                                               | Sofia                                                                   | Bulgaria                                                                | 0 – 2                                                                   | Italia                                                                  | Qual. Mondiali 2022                                                     | -                                                                       |                                                                         |
| 31-3-2021                                                               | Belfast                                                                 | Irlanda del Nord                                                        | 0 – 0                                                                   | Bulgaria                                                                | Qual. Mondiali 2022                                                     | -                                                                       |                                                                         |
| 1-6-2021                                                                | Ried im Innkreis                                                        | Slovacchia                                                              | 1 – 1                                                                   | Bulgaria                                                                | Amichevole                                                              | -                                                                       |                                                                         |
| 5-6-2021                                                                | Mosca                                                                   | Russia                                                                  | 1 – 0                                                                   | Bulgaria                                                                | Amichevole                                                              | -                                                                       | 88’                                                                     |
| 8-6-2021                                                                | Saint-Denis                                                             | Francia                                                                 | 3 – 0                                                                   | Bulgaria                                                                | Amichevole                                                              | -                                                                       | 52’                                                                     |
| 2-9-2021                                                                | Firenze                                                                 | Italia                                                                  | 1 – 1                                                                   | Bulgaria                                                                | Qual. Mondiali 2022                                                     | -                                                                       | 57’                                                                     |
| 5-9-2021                                                                | Sofia                                                                   | Bulgaria                                                                | 1 – 0                                                                   | Lituania                                                                | Qual. Mondiali 2022                                                     | 1                                                                       | 58’                                                                     |
| 8-9-2021                                                                | Sofia                                                                   | Bulgaria                                                                | 4 – 1                                                                   | Georgia                                                                 | Amichevole                                                              | -                                                                       | 68’                                                                     |
| 9-10-2021                                                               | Vilnius                                                                 | Lituania                                                                | 3 – 1                                                                   | Bulgaria                                                                | Qual. Mondiali 2022                                                     | -                                                                       | 60’                                                                     |
| 12-10-2021                                                              | Sofia                                                                   | Bulgaria                                                                | 2 – 1                                                                   | Irlanda del Nord                                                        | Qual. Mondiali 2022                                                     | -                                                                       |                                                                         |
| 11-11-2021                                                              | Odessa                                                                  | Ucraina                                                                 | 1 – 1                                                                   | Bulgaria                                                                | Amichevole                                                              | -                                                                       | 61’                                                                     |
| 15-11-2021                                                              | Lucerna                                                                 | Svizzera                                                                | 4 – 0                                                                   | Bulgaria                                                                | Qual. Mondiali 2022                                                     | -                                                                       | 65’                                                                     |
| 29-3-2022                                                               | Al Rayyan                                                               | Croazia                                                                 | 2 – 1                                                                   | Bulgaria                                                                | Amichevole                                                              | -                                                                       | 60’                                                                     |
| 2-6-2022                                                                | Sofia                                                                   | Bulgaria                                                                | 1 – 1                                                                   | Macedonia del Nord                                                      | UEFA Nations League 2022-2023 - 1º turno                                | -                                                                       |                                                                         |
| 5-6-2022                                                                | Razgrad                                                                 | Bulgaria                                                                | 2 – 5                                                                   | Georgia                                                                 | UEFA Nations League 2022-2023 - 1º turno                                | -                                                                       |                                                                         |
| 12-6-2022                                                               | Tbilisi                                                                 | Georgia                                                                 | 0 – 0                                                                   | Bulgaria                                                                | UEFA Nations League 2022-2023 - 1º turno                                | -                                                                       | 85’                                                                     |
| 17-6-2023                                                               | Kaunas                                                                  | Lituania                                                                | 1 – 1                                                                   | Bulgaria                                                                | Qual. Euro 2024                                                         | -                                                                       |                                                                         |
| 20-6-2023                                                               | Razgrad                                                                 | Bulgaria                                                                | 1 – 1                                                                   | Serbia                                                                  | Qual. Euro 2024                                                         | -                                                                       | 66’                                                                     |
| 7-9-2023                                                                | Plovdiv                                                                 | Bulgaria                                                                | 0 – 1                                                                   | Iran                                                                    | Amichevole                                                              | -                                                                       | 59’                                                                     |
| 10-9-2023                                                               | Podgorica                                                               | Montenegro                                                              | 2 – 1                                                                   | Bulgaria                                                                | Qual. Euro 2024                                                         | -                                                                       | 83’                                                                     |
| 14-10-2023                                                              | Sofia                                                                   | Bulgaria                                                                | 0 – 2                                                                   | Lituania                                                                | Qual. Euro 2024                                                         | -                                                                       | 46’                                                                     |
| 16-11-2023                                                              | Sofia                                                                   | Bulgaria                                                                | 2 – 2                                                                   | Ungheria                                                                | Qual. Euro 2024                                                         | -                                                                       | 43’                                                                     |
| 19-11-2023                                                              | Leskovac                                                                | Serbia                                                                  | 2 – 2                                                                   | Bulgaria                                                                | Qual. Euro 2024                                                         | -                                                                       | 77’                                                                     |
| 22-3-2024                                                               | Baku                                                                    | Tanzania                                                                | 0 – 1                                                                   | Bulgaria                                                                | Amichevole                                                              | -                                                                       | 74’                                                                     |
| 25-3-2024                                                               | Baku                                                                    | Azerbaigian                                                             | 1 – 1                                                                   | Bulgaria                                                                | Amichevole                                                              | -                                                                       | 86’                                                                     |
| 12-10-2024                                                              | Plovdiv                                                                 | Bulgaria                                                                | 0 – 0                                                                   | Lussemburgo                                                             | UEFA Nations League 2024-2025 - 1º turno                                | -                                                                       | 83’                                                                     |
| 15-10-2024                                                              | Belfast                                                                 | Irlanda del Nord                                                        | 5 – 0                                                                   | Bulgaria                                                                | UEFA Nations League 2024-2025 - 1º turno                                | -                                                                       | 79’                                                                     |
| Totale                                                                  |                                                                         | Presenze                                                                | 46                                                                      |                                                                         | Reti                                                                    | 4                                                                       |                                                                         |

## Palmarès

### Club

#### Competizioni nazionali
- Campionato bulgaro: 2

Ludogorec: 2023-2024, 2024-2025
- Supercoppa di Bulgaria: 1

Ludogorec: 2024
- Coppa di Bulgaria: 1

Ludogorec: 2024-2025